# سردار شاه محمود خان
محمود (۱۸۹۰ – ۲۷ دسامبر ۱۹۵۹) معروف به محمودخان، سیاست‌مدار اهل افغانستان بود. او برادر محمدنادر شاه، عموی محمدظاهر شاه و محمدداود، و از مه ۱۹۴۶ تا ۷ سپتامبر ۱۹۵۳ (۱۳۲۵ تا ۱۳۳۲) صدراعظم افغانستان بود.

## صدارت
محمود از ۹ می ۱۹۴۶ تا ۷ سپتامبر ۱۹۵۳، در سلطنت محمدظاهر شاه، به‌عنوان چهارمین صدراعظم افغانستان خدمت کرد. او جانشین برادرش، محمدهاشم شد که به‌مدت ۱۷ سال با سیاست‌های سخت‌گیرانه حکومت کرده بود. در آغاز دوران صدارت، محمود فضای سیاسی را تا حدی بازتر کرد و انتخابات نسبتاً آزادی در سال ۱۹۴۹ (۱۳۲۸) برگزار شد که به حضور فعال‌تر گروه‌هایی مانند «ویش زلمیان» (جوانان بیدار) انجامید. با این حال، در انتخابات ۱۹۵۲ (۱۳۳۱)، سیاست‌ها به‌سمت کنترل شدیدتر برگشت و فضای باز سیاسی محدود شد.

### روابط خارجی و چالش‌ها
در دوران صدارت او، با تشکیل کشور پاکستان در ۱۹۴۷ (۱۳۲۶)، مسئلهٔ پشتون‌های آن‌سوی مرز دیورند به یکی از چالش‌های اصلی روابط افغانستان و پاکستان تبدیل شد. افغانستان خواستار حق تعیین سرنوشت برای پشتون‌های مناطق مرزی بود، که این موضوع تنش‌های سیاسی میان دو کشور را افزایش داد.
از سوی دیگر، افغانستان در این دوره تلاش کرد تا با کشورهای غربی، به‌ویژه ایالات متحده، روابط اقتصادی و فنی برقرار کند. در سال ۱۹۵۱، محمود در واشینگتن با مقامات آمریکایی دیدار کرد و درخواست کمک‌های اقتصادی و فنی برای توسعهٔ افغانستان را مطرح نمود.

### پایان صدارت و درگذشت
به‌دلیل مشکلات اقتصادی و ناکامی در اجرای طرح‌های عمرانی، از جمله پروژه‌های آبیاری در غرب افغانستان، محمود در ۷ سپتامبر ۱۹۵۳ (۱۳۳۲) از مقام خود کنار رفت و محمدداوود، برادرزاده‌اش، جانشین او شد. محمود در ۲۷ دسامبر ۱۹۵۹ در افغانستان درگذشت.